# Carelia sinclairi
Carelia sinclairi fue una especie de molusco gasterópodo de la familia Amastridae en el orden Stylommatophora.

## Distribución geográfica
Fue  endémica de las islas de Hawái.